# Hans Butz
Hans Butz (* 15. Juni 1890 in Mannheim; † 30. Dezember 1970 in Hannover) war ein deutscher Tierzuchtwissenschaftler.

## Leben
Hans Butz studierte Veterinärmedizin an den Tierärztlichen Hochschulen in München und Berlin sowie Landwirtschaft. 1908 wurde er Mitglied des Corps Vandalia München. Nach Abschluss des Studiums mit der Approbation zum Tierarzt und der Promotion zum Dr. phil. in Berlin 1914 wurde er wissenschaftlicher Assistent an der Tierärztlichen Hochschule Berlin. 1919 wechselte er als Oberassistent an das Tierzuchtinstitut der Tierärztlichen Hochschule Hannover. 1924 nahm er eine Stellung in der Industrie an. 1927 wechselte er als Obertierarzt zum Schlachthof Heidelberg. 1929 nahm er einen Ruf als ordentlicher Professor für Tierzucht und Vererbungsforschung an die Tierärztliche Hochschule Hannover an. 1960 wurde er emeritiert.
Butz arbeitete über Pferdezucht, Konstitutionsprobleme bei großen Haustieren und Zwillingsforschung.

## Schriften
- Die Samenstrangfistel des Pferdes und ihre Behandlung, 1914
- Das Zahnalter des Pferdes, 1946

## Auszeichnungen
- Prof. Hans Butz-Erinnerungsrennen des Hannoverschen Rennvereins e.V. (HRV)